# Luçon (Philippines)
Pour les articles homonymes, voir Luçon.
Luçon (en philippin (tagalog) et en anglais : Luzon) est la plus grande île des Philippines. Elle est située dans la mer du même nom et est  baignée à l'ouest par la mer de Chine méridionale. Elle  constitue avec plusieurs îles environnantes un des trois grands groupes d'îles du pays, les deux autres étant Visayas et Mindanao.
Luçon compte 104 688 kilomètres carrés et 62 196 942 habitants en 2020, ce qui en fait la première île du pays et la cinquième île par la population au monde. Elle couvre 35 % du territoire national et rassemble la moitié de la population du pays. Elle abrite Manille, la capitale, et la ville la plus peuplée, Quezon City.

## Toponymie
Le nom vient du portugais Luções, lui-même venant du tagalog lúsong.

## Géographie
L'île, montagneuse, est située  en mer des Philippines et borde à l'ouest la mer de  Chine méridionale. Luçon est dominée par le mont Pulag (2926 m d'altitude), un volcan endormi situé dans la Vallée de Cagayan, une région administrative qui tire son nom du fleuve Cagayan, le plus long cours d'eau du pays. À l'intérieur de l'île se trouve Laguna de Bay, le plus grand lac du pays. Sur un autre lac, le lac Taal, se trouve Volcano Island, une île dans laquelle se trouve un lac avec lui-même une île.

### Volcans
L'île est parsemée de volcans actifs dont le Pinatubo à l'ouest, à moins d'une centaine de kilomètres de la capitale Manille.

### Art des paysages - UNESCO
Les terrasses irriguées qui s'étagent dans la cordillère centrale de Luçon ont deux mille ans. En repiquant le riz, les paysans font les mêmes gestes que les pionniers qui, jadis, découpèrent la montagne en espaliers et en jardins d'eau pour l'irrigation, dont l'harmonie est digne de l'architecture de paysage et de l'art des jardins,.
Les rizières en terrasses des cordillères des Philippines du territoire Ifugao ou Igorot (pas moins de 20 000 km2) sont classées au Patrimoine Mondial de l'Humanité de l'UNESCO.

### Faune et flore
Diverses espèces animales ou végétales, découvertes ou décrites sur l'île de Luçon, ont reçu l'épithète spécifique luzonensis ou luzonense.

## Histoire

### Préhistoire
En 2018, sur le site de Kalinga, une équipe de préhistoriens, menée par le paléoanthropologue français Thomas Ingicco, maître de conférences au Museum national d’Histoire naturelle a découvert des outils (pierres taillées et petits éclats) et des os de rhinocéros manifestement dépecés par des hominines il y a 709 000 ans,. Le peuplement des Philippines pourrait être ainsi beaucoup plus ancien que les archéologues le pensaient. Il pourrait s'agir d'humains apparentés à l'Homme de Florès dont on a trouvé des ossements vieux de 700 000 ans sur l'île de Florès en Indonésie.
En avril 2019, des recherches menées par une équipe de chercheurs philippins et français aboutissent à la découverte d'ossements de trois individus identifiés comme une espèce d'hominidés encore inconnue, baptisée Homo luzonensis (ou Homme de Callao), plus ancienne qu’Homo sapiens. De petite taille, une caractéristique typique de l'endémisme insulaire, cette espèce se distingue également par la taille de ses molaires et prémolaires.

### Époque moderne
L'ile est très marquée par la colonisation espagnole, et est catholique à au moins 85 %. L'implantation de protestants, surtout évangéliques, est récente.
Lapérouse en parle lors de son escale près de Manille en février 1787 quand il fustige la colonisation espagnole qui « ne songea qu'à faire des chrétiens et jamais des citoyens. »
Au cours de la Seconde Guerre mondiale, lors de l'invasion japonaise, Luçon fut le théâtre de la Bataille des Philippines. et de la marche de la mort de Bataan.
En 1991-1992, une des plus violentes éruptions volcaniques du xxe siècle se produit à Luçon, au mont Pinatubo, à une centaine de kilomètres de Manille.

## Économie
L'île est pourvue de diverses ressources minérales : chromite, manganèse, or et cuivre. Les activités industrielles sont principalement situées à Manille.
Luçon possède un aéroport (Clark Field, code AITA : CRK).

### Agriculture
La production de riz suffit au besoin du pays : pour avoir jusqu'à trois récoltes par an, on le cultive en effet désormais en plaine avec force engrais et pesticides.

## Galerie

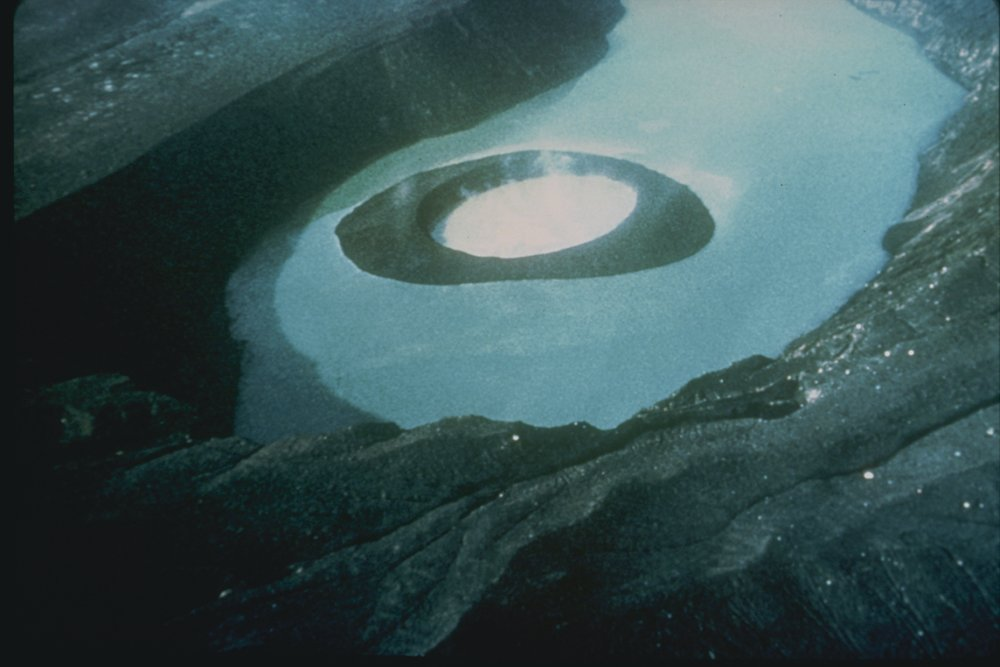
Vue aérienne de l'intérieur de la caldeira de Volcano Island en 1965 avec un cône de cendre, aujourd'hui détruit, dans le lac.
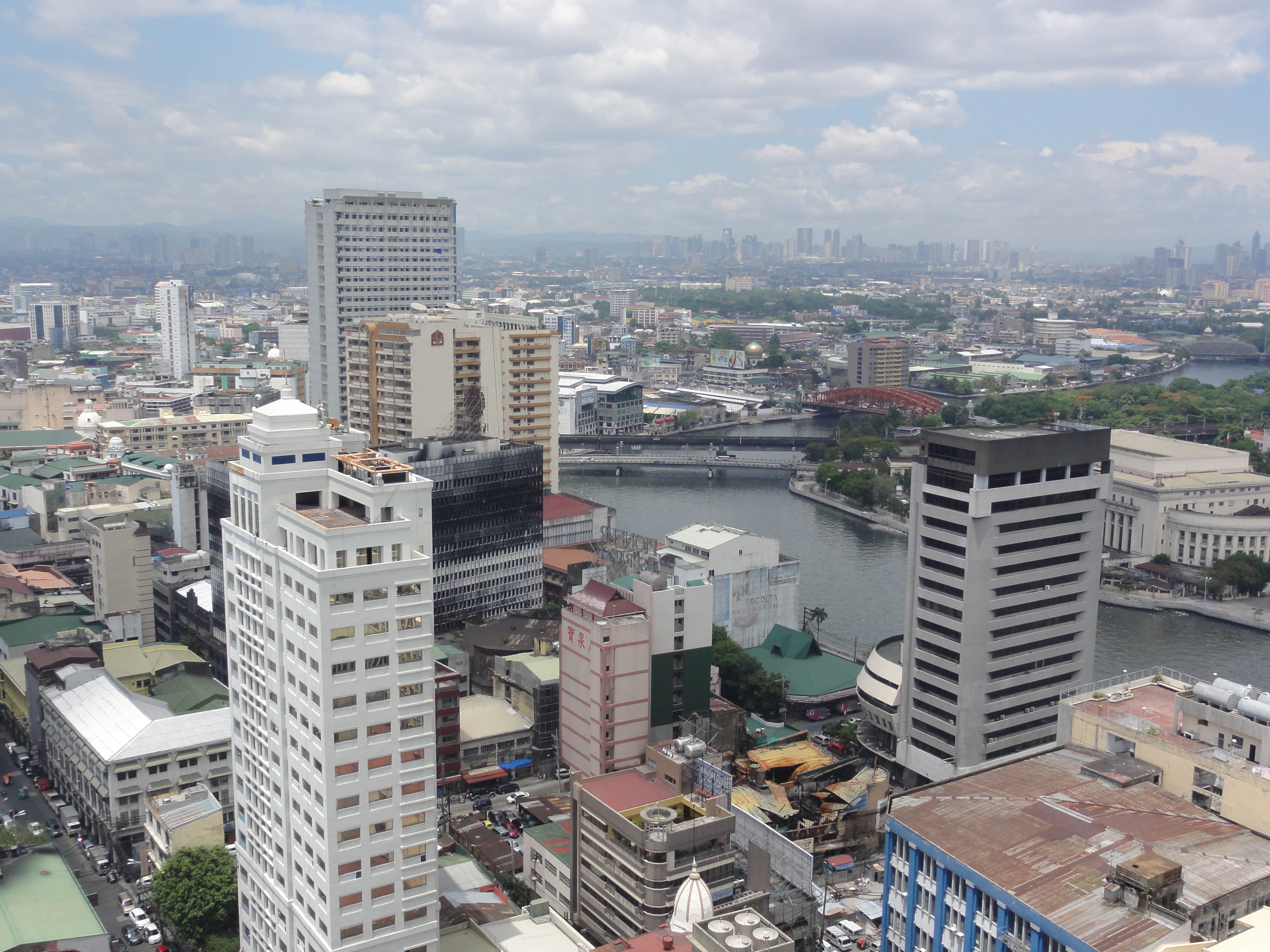
Manille, ville principale et capitale.
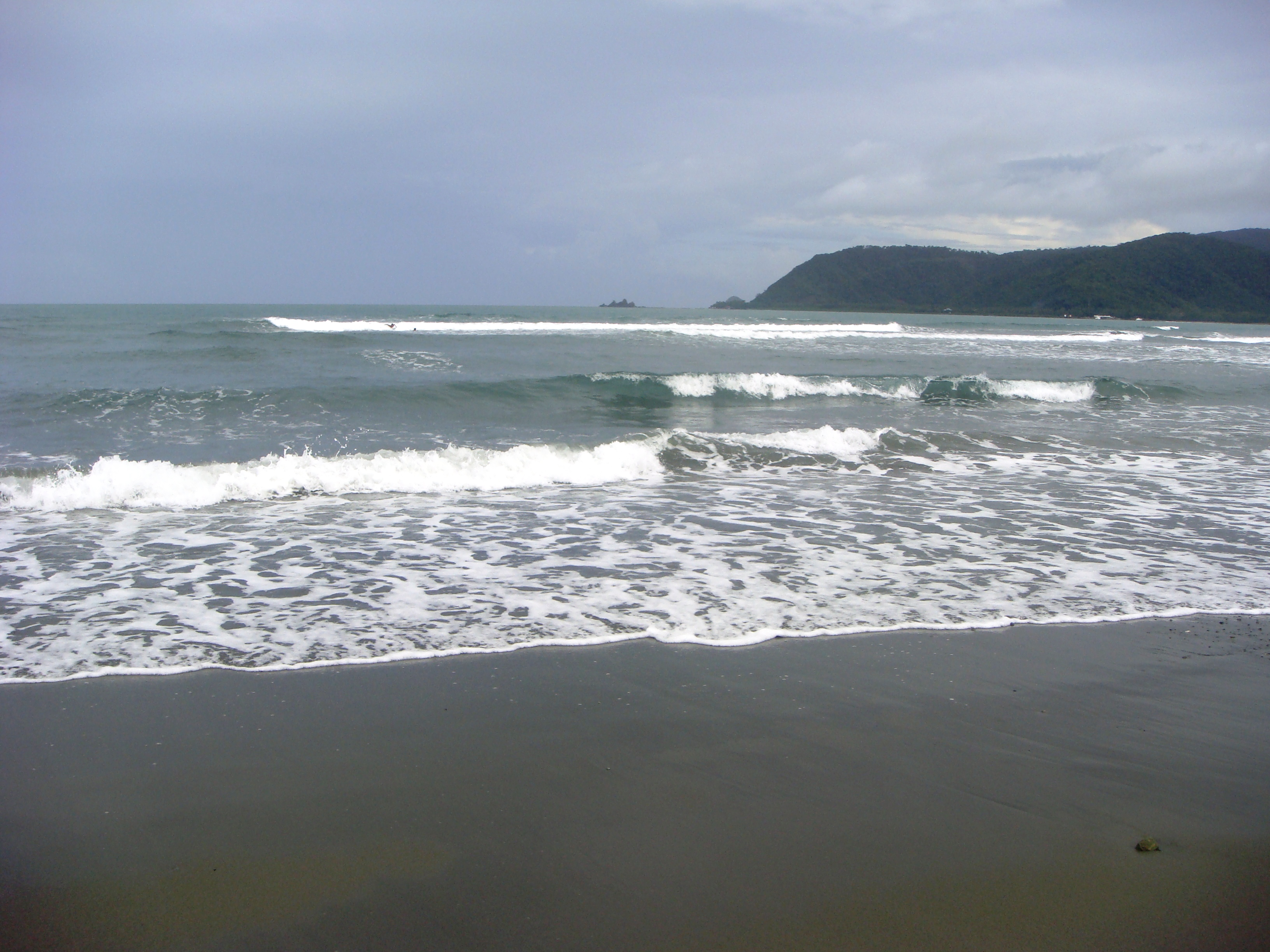
La baie de Baler vue depuis la plage de Sabang.
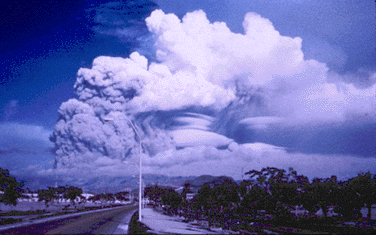
Le panache volcanique au-dessus du Pinatubo juste après l'explosion de juin 1991.
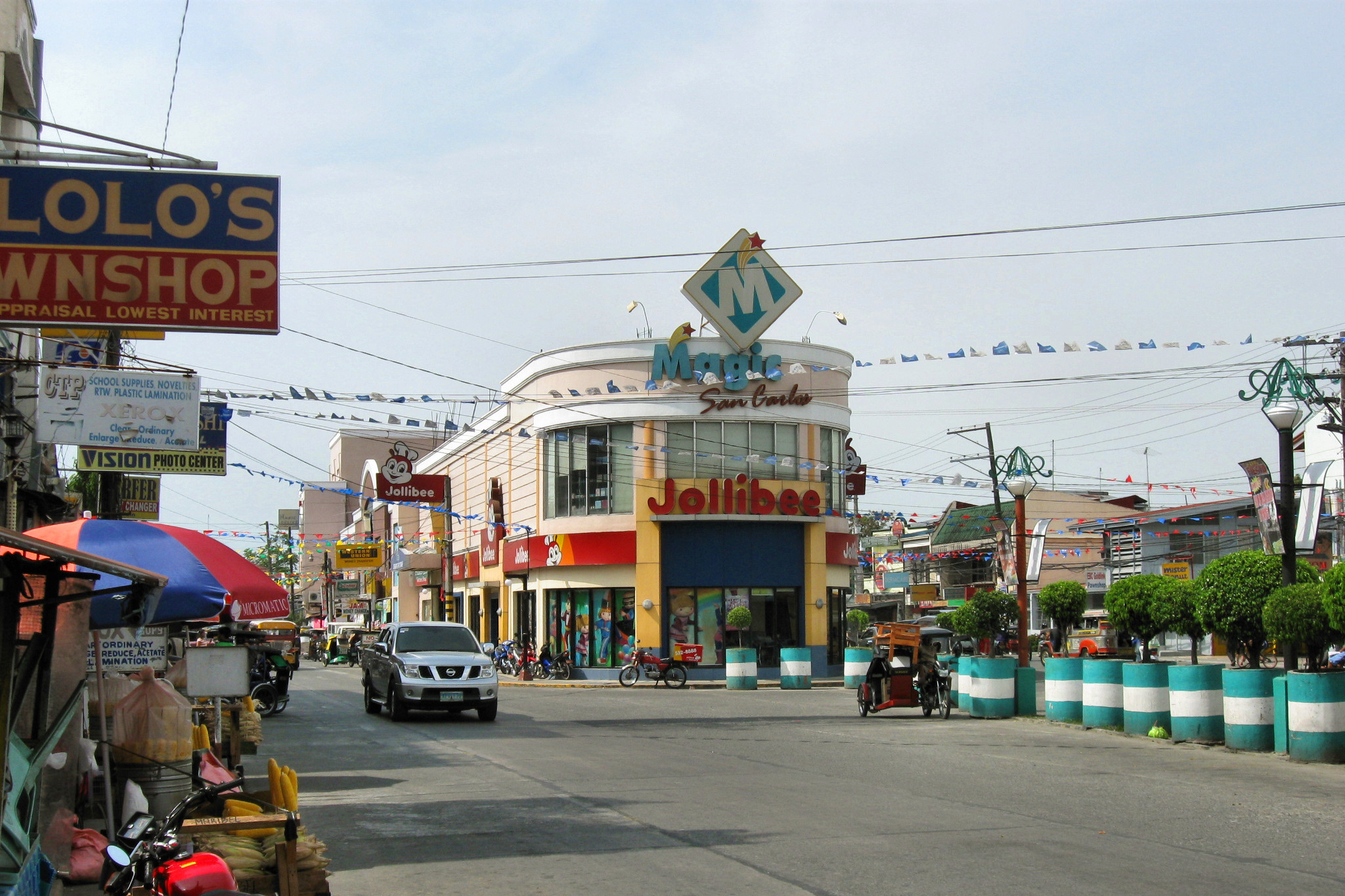
San Carlos.